# 豐田實
豐田 實（日文:とよ田 みのる，本名：豊田 実（發音相同）。男性、1971年10月7日—）是日本的漫画家。出生於東京都大島町、居住在江戶川區。從東京造形大学造形学部畢業。妻子是漫畫家トミイマサコ。
代表作是《來戀愛吧》。目前在《月刊少年Sunday》（小学馆）雜誌上連載《描绘直至生命尽头》（2023年11月現在）。

## 概要
在25歲才立志要當一名真正的漫畫家。一直持續著投稿作品，在2000年以『レオニズ』得到afternoon四季賞夏之競賽的佳作（沒有連載）。2002年以《來戀愛吧》得到同獎的春之四季大賞而初次亮相。
從2003年到2005年在月刊afternoon連載《來戀愛吧》，這部描寫高中情侶新鮮戀愛的故事，特色在於男主角的誇張老實個性，有趣的故事內容獲得不分男女老幼的廣大支持。
作品特徵是其人物線條在背景下會顯得特別鮮明、特別粗重。最初受到ますむらひろし的影響而大多描繪SF、奇幻等作品，但因為每次投搞都落選而決定以『來戀愛吧』做為路線的改變。似乎因為看過手塚治虫的作品，所以對於明星系統相當憧憬。
另外也會以同人漫畫家身分參與活動、並且會製作同人誌作品。
2010年結婚。並且在《月刊Afternoon》2010年7月號欄外內報告他結婚的事情。

## 作品列表
- 來戀愛吧（2003年-2005年、月刊Afternoon、講談社）全5巻，台灣東販代理。
- 遊戲大對決(FLIP-FLAP)（2008年、月刊Afternoon、講談社）全1巻，東立出版社代理。
- 達陣100(友達100人できるかな)（2009年-2011年、月刊Afternoon、講談社、全5巻），東立出版社代理。
- 百鬼莊妖怪錄 (2012年-2014年 月刊少年Sunday)
- 描绘直至生命尽头（2021年-至今 月刊少年Sunday、小学馆，4卷），华文天下代理。